# Lista de condecorados estrangeiros da Cruz de Cavaleiro da Cruz de Ferro

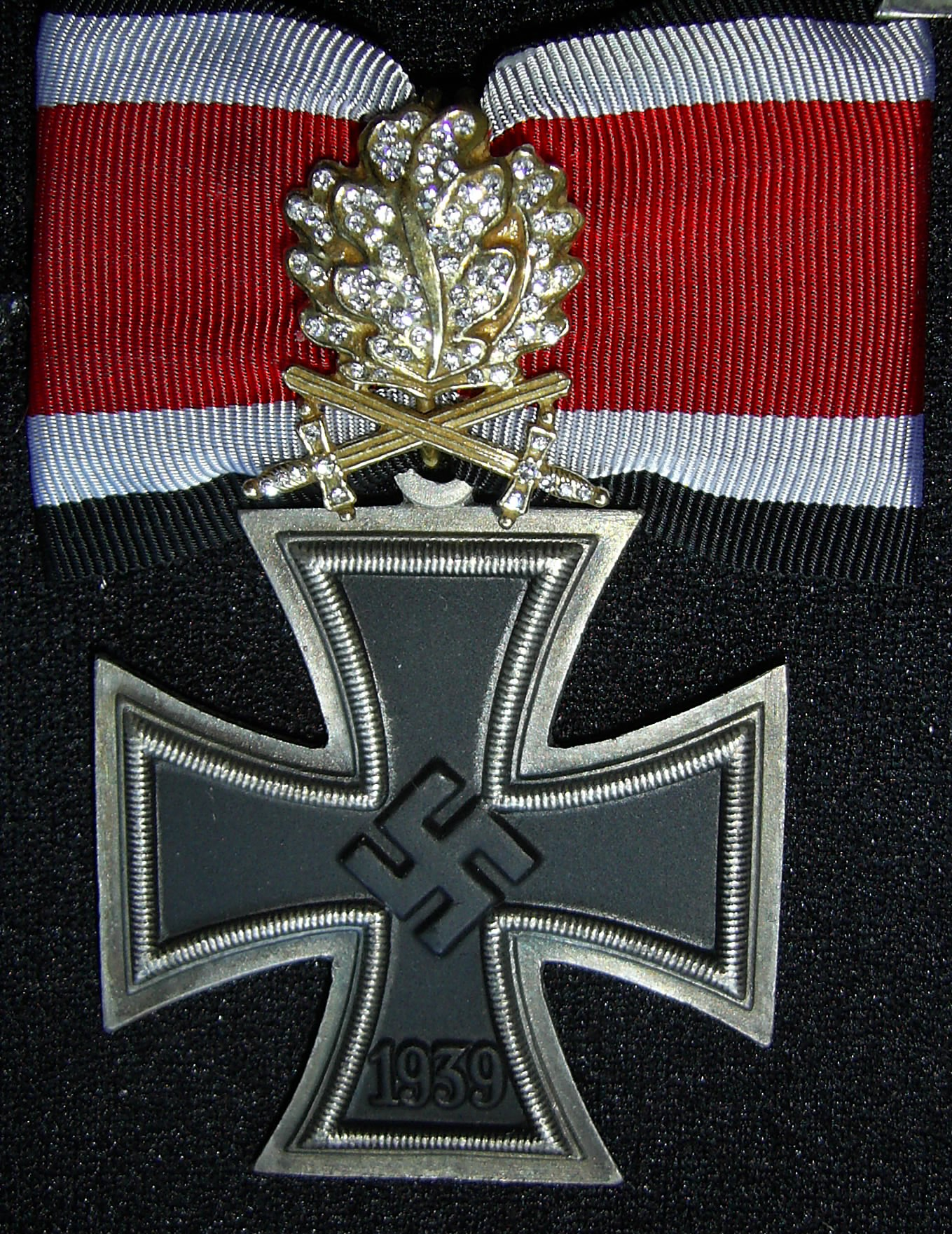
Exemplar da Cruz de Cavaleiro da Cruz de Ferro com Folhas de Carvalho, Espadas e Diamantes em Ouro

Esta é uma lista de condecorados estrangeiros da Cruz de Cavaleiro da Cruz de Ferro. No total, 43 indivíduos, todos eles militares de forças armadas de países aliados da Alemanha Nazi, foram condecorados com a Cruz de Cavaleiro da Cruz de Ferro (em alemão: Ritterkreuz des Eisernen Kreuzes), a maior condecoração militar da Alemanha Nazi durante a Segunda Guerra Mundial. Oito destes indivíduos foram condecorados uma segunda vez com o grau seguinte, Folhas de Carvalho, e um alto oficial naval, o Almirante da Armada Isoroku Yamamoto, foi condecorado uma terceira vez, com Espadas. Entre os condecorados contam-se dezoito romenos, nove italianos, oito húngaros, dois eslovacos, dois japoneses, dois espanhóis, dois finlandeses e um belga.
O Coronel-general Dezső László, da Hungria, foi um último estrangeiro a receber esta condecoração, no dia 3 de Março de 1945. O último estrangeiro sobrevivente condecorado com esta medalha foi o político belga Léon Degrelle, que morreu no dia 31 de Março de 1994, 50 anos depois de receber a medalha das mãos de Adolf Hitler.

## Antecedentes
O Oberkommando der Wehrmacht (Comando Supremo das Forças Armadas) manteve listas separadas dos condecorados, uma para cada ramo: o exército, a marinha, a força aérea e uma para a Waffen-SS. Dentro de cada lista, um numero sequencial era atribuído a cada condecorado. O mesmo paradigma de numeração era aplicado a todos os graus, havendo uma listagem por grau. Uma vez juntas as quatro listas de condecorados, a ordem cronológica deixava de ser seguida e a lista passava a ficar ordenada por ordem alfabética. Os estrangeiros condecorados nunca foram integrados nesta lista; além disso, a Wehrmacht também não atribuiu nenhum tipo de numeração. Contudo, a lista de condecorados estrangeiros seguia duas orientações: quem tinha apenas a Cruz de Cavaleiro, estava numa lista ordenada alfabeticamente, e quem era condecorado com algum grau acima desse, era ordenado numa lista por ordem cronológica.
A Cruz de Cavaleiro da Cruz de Ferro e os seus graus eram baseados em quatro decretos separados. O primeiro decreto, Reichsgesetzblatt I S. 1573 de 1 de Setembro de 1939, instituía a Cruz de Ferro e a Cruz de Cavaleiro da Cruz de Ferro. Com o decorrer do tempo, e da guerra, alguns condecorados distinguiram-se acima dos outros, e então um grau superior foi criado, a Cruz de Cavaleiro da Cruz de Ferro com Folhas de Carvalho. As Folhas de Carvalho, como eram frequentemente referidas, tinham como base o decreto Reichsgesetzblatt I S. 849 de 3 de Junho de 1940. Em 1941, mais dois graus foram instituídos. O decreto Reichsgesetzblatt I S. 613 de 28 de Setembro de 1941 introduzia a Cruz de Cavaleiro da Cruz de Ferro com Folhas de Carvalho e Espadas e a Cruz de Cavaleiro da Cruz de Ferro com Folhas de Carvalho, Espadas e Diamantes. No final de 1944, um último grau foi criado, a Cruz de Cavaleiro da Cruz de Ferro com Folhas de Carvalho em Ouro, Espadas e Diamantes (Ritterkreuz des Eisernen Kreuzes mit goldenem Eichenlaub, Schwertern und Brillanten), com base no decreto Reichsgesetzblatt 1945 I S. 11 de 29 de Dezembro de 1944.

## Condecorados
Os condecorados com a Cruz de Cavaleiro da Cruz de Ferro estão inicialmente ordenados alfabeticamente, enquanto os condecorados com os graus mais antes estão ordenados por ordem cronológica. A seguinte lista está ordenada de acordo com a data em que a condecoração foi atribuída.
      Esta cor, juntamente com o * (asterisco), indica que a condecoração foi atribuída postumamente.

### Condecorados com a Cruz de Cavaleiro da Cruz de Ferro com Folhas de Carvalho e Espadas
A Cruz de Cavaleiro da Cruz de Ferro com Folhas de Carvalho e Espadas foi instituída pelo decreto Reichsgesetzblatt I S. 613 de 28 de Setembro de 1941, para reconhecer os excepcionais que já haviam sido condecorados com a Cruz de Cavaleiro da Cruz de Ferro com Folhas de Carvalho. Isoroku Yamamoto foi o único combatente estrangeiro a ser honrado com esta condecoração.
| Nome             | País  | Posto               | Unidade                                          | Data                | Notas                                   | Imagem |
| ---------------- | ----- | ------------------- | ------------------------------------------------ | ------------------- | --------------------------------------- | ------ |
| Isoroku Yamamoto | Japão | Almirante da Armada | Comandante em chefe da Marinha Imperial Japonesa | 27 de Maio de 1943* | Morto em combate em 18 de Abril de 1943 |        |

### Condecorados com a Cruz de Cavaleiro da Cruz de Ferro com Folhas de Carvalho
A Cruz de Cavaleiro da Cruz de Ferro foi instituída pelo decreto Reichsgesetzblatt I S. 849 de 3 de Junho de 1940.
| Nome                        | País      | Posto                 | Unidade                                                            | Data                      | Notas                                         | Imagem |
| --------------------------- | --------- | --------------------- | ------------------------------------------------------------------ | ------------------------- | --------------------------------------------- | ------ |
| Mihail Lascăr               | Roménia   | Major-general         | 6ª Divisão de Infantaria do Terceiro Exército.                     | 26 de Novembro de 1942    | —                                             |        |
| Agustín Muñoz Grandes       | Espanha   | Tenente-general       | Divisão Azul                                                       | 12/13 de Dezembro de 1942 | —                                             | —      |
| Isoroku Yamamoto            | Japão     | Almirante da Armada   | Comandante em chefe da Marinha Imperial Japonesa                   | 27 de Maio de 1943*       | Condecorado com Espadas em 27 de Maio de 1943 |        |
| Corneliu Teodorini          | Roménia   | Brigadeiro-general    | 6ª Divisão de Cavalaria                                            | 8 de Dezembro de 1943     | —                                             |        |
| Petre Dumitrescu            | Roménia   | Tenente-general       | Terceiro Exército                                                  | 4 de Abril de 1944        | —                                             |        |
| Mineichi Kōga               | Japão     | Almirante da Armada   | Marinha Imperial Japonesa                                          | 12 de Maio de 1944*       | Morto em combate em 31 de Março de 1944       |        |
| Carl Gustaf Emil Mannerheim | Finlândia | Marechal da Finlândia | Presidente e Comandante em chefe das Forças de Defesa da Finlândia | 8 de Agosto de 1944       | —                                             |        |
| Léon Degrelle               | Bélgica   | Major                 | Legião Valónica                                                    | 27 de Agosto de 1944      | —                                             | —      |

### Condecorados com a Cruz de Cavaleiro da Cruz de Ferro
A Cruz de Cavaleiro da Cruz de Ferro foi instituída pelo decreto Reichsgesetzblatt I S. 1573 de 1 de Setembro de 1939 (Verordnung über die Erneuerung des Eisernen Kreuzes (em português: Regulamento da renovação da Cruz de Ferro)).
| Nome                                       | País       | Posto                 | Unidades                                              | Data                    | Notas                                                                                                  | Imagem |
| ------------------------------------------ | ---------- | --------------------- | ----------------------------------------------------- | ----------------------- | --- | ------ |
| Ion Antonescu                              | Roménia    | General               | Comandante em chefe das Forças Armadas Romenas        | 6 de Agosto de 1941     | — |        |
| Ugo de Carolis                             | Itália     | Brigadeiro-general    | 52ª Divisão de Infantaria Motorizada Turim            | 9 de Fevereiro de 1942* | Morto em combate em 12 de Dezembro de 1941                                                             | —      |
| Ugo Cavallero                              | Itália     | General               | Chefe do Supremo Comando Italiano                     | 14 de Fevereiro de 1942 | — | —      |
| Léon Degrelle                              | Bélgica    | Capitão               | Legião Valónica                                       | 20 de Fevereiro de 1944 | — | —      |
| Corneliu Dragalina                         | Roménia    | Tenente-general       | 6º Corpo do Exército Romeno                           | 9 de Agosto de 1942     | — |        |
| Ioan Dumitrache                            | Roménia    | Major-general         | 2ª Divisão de Montanha                                | 21 de Novembro de 1942  | — |        |
| Petre Dumitrescu                           | Roménia    | Tenente-general       | Terceiro Exército                                     | 1 de Setembro de 1942   | Condecorado com Folhas de Carvalho em 4 de Abril de 1944                                               |        |
| Emilio Esteban Infantes                    | Espanha    | Tenente-general       | Divisão Azul                                          | 3 de Outubro de 1943    | — |        |
| Carlo Fecia di Cossato                     | Itália     | Capitão de fragata    | Submarino Enrico Tazzoli                              | 19 de Março de 1943     | — | —      |
| Italo Gariboldi                            | Itália     | General               | Exército Italiano na Rússia                           | 1 de Abril de 1943      | — |        |
| Gianfranco Gazzana-Priaroggia              | Itália     | Capitão de corveta    | Submarino Archimede                                   | 26 de Maio de 1943*     | Morto em combate em 24 de Maio de 1943                                                                 | —      |
| Ermil Gheorghiu                            | Roménia    | Major-general         | General na Força Aérea Romena                         | 26 de Março de 1944     | — | —      |
| Fedele de Giorgis                          | Itália     | Major-general         | 55ª Divisão de Infantaria Savona                      | 9 de Janeiro de 1942    | — | —      |
| Enzo Grossi                                | Itália     | Capitão de Fragata    | Submarino Barbarigo                                   | 7 de Outubro de 1942    | — | —      |
| Erik Heinrichs                             | Finlândia  | General da Infantaria | Chefe do Estado-maior finlândes                       | 5 de Agosto de 1944     | — |        |
| József Vitéz Heszlényi                     | Hungria    | Marechal-tenente      | Terceiro Exército                                     | 28 de Outubro de 1944   | — | —      |
| Nikolaus von Horthy und von Nagybánya      | Hungria    | Almirante             | Comandante em chefe das Forças Armadas da Hungria     | 10 de Setembro de 1941  | — |        |
| Ioan L. Hristea                            | Roménia    | Coronel               | 2º Regimento de Cavalaria                             | 28 de Março de 1943     | — | —      |
| Mihály von Ibrányi                         | Hungria    | Marechal-tenente      | Divisão de Cavalaria                                  | 26 de Novembro de 1944  | — | —      |
| Gusztáv Vitéz Jány                         | Hungria    | Coronel-general       | Segundo Exército                                      | 31 de Março de 1943     | — |        |
| Emanoil Ionescu                            | Roménia    | Major-general         | Força Aérea Romena                                    | 10 de Maio de 1944      | — |        |
| Mineichi Koga                              | Japão      | Almirante da Armada   | Marinha Imperial Japonesa                             | 12 de Maio de 1944*     | Condecorado com Folhas de Carvalho em 12 de Maio de 1944                                               |        |
| Radu Korne                                 | Roménia    | Coronel               | 8ª Divisão de Cavalaria                               | 18 de Dezembro de 1942  | — | —      |
| Geza Vitéz Lakatos Edler de Csíkszentsimon | Hungria    | Coronel-general       | Primeiro Exército                                     | 24 de Maio de 1944      | — |        |
| Mihail Lascar                              | Roménia    | Brigadeiro-general    | Caçadores de Montanha                                 | 18 de Janeiro de 1942   | Condecorado com Folhas de Carvalho em 26 de Novembro de 1942                                           |        |
| Dezső László                               | Hungria    | Coronel-general       | Primeiro Exército                                     | 3 de Março de 1945      | — |        |
| Horia Macellariu                           | Roménia    | Contra-almirante      | Marinha Romena                                        | 21 de Maio de 1944      | — | —      |
| Augustín Malár                             | Eslováquia | Major-general         | Divisão Rápida                                        | 23 de Janeiro de 1942   | — |        |
| Baron Carl Gustaf Emil Mannerheim          | Finlândia  | Marechal da Finlândia | Comandante em chefe das Forças de Defesa da Finlândia | 18 de Agosto de 1941    | Condecorado com Folhas de Carvalho em 8 de Agosto de 1944                                              |        |
| Gheorghe Manoliu                           | Roménia    | General de divisão    | Caçadores de Montanha                                 | 30 de Agosto de 1942    | — | —      |
| Giulio Martinat                            | Itália     | Brigadeiro-general    | Alpini                                                | 3 de Abril de 1943*     | Morto em combate em 26 de Janeiro de 1943                                                              | —      |
| Giovanni Messe                             | Itália     | Tenente-general       | Corpo Expedicionário Italiano na Rússia               | 23 de Janeiro de 1942   | — |        |
| Béla Vitéz Miklós de Dálnok                | Hungria    | Marechal-tenente      | Corpo Rápido                                          | 4 de Dezembro de 1941   | — |        |
| Leonard Mociulschi                         | Roménia    | Major-general         | Caçadores de Montanha                                 | 18 de Dezembro de 1943  | — | —      |
| Agustín Muñoz Grandes                      | Espanha    | Tenente-general       | Divisão Azul                                          | 12 de Março de 1942     | Condecorado com Folhas de Carvalho em 13 de Dezembro de 1942                                           | —      |
| Ioan Pălăghiţă                             | Roménia    | Major                 | Regimento de Infantaria                               | 7 de Abril de 1943      | — | —      |
| Ioan Mihail Racoviţă                       | Roménia    | General de Cavalaria  | Quarto Exército                                       | 7 de Julho de 1944      | — |        |
| Edgar Rădulescu                            | Roménia    | Brigadeiro-general    | 11ª Divisão de Infantaria                             | 3 de Julho de 1944      | — | —      |
| Gheorghe Răscănescu                        | Roménia    | Major                 | Regimento de Infantaria                               | 4 de Dezembro de 1942   | — |        |
| Zoltán C. Vitéz Szügyi                     | Hungria    | Coronel               | Divisão de Infantaria Szent László                    | 12 de Janeiro de 1945   | — |        |
| Nicolae Tătăranu                           | Roménia    | Major-general         | 20ª Divisão de Infantaria                             | 17 de Dezembro de 1942  | — | —      |
| Corneliu Teodorini                         | Roménia    | Coronel               | 6ª Divisão de Cavalaria                               | 27 de Agosto de 1943    | Condecorado com Folhas de Carvalho em 8 de Dezembro de 1943                                            |        |
| Jozef Turanec                              | Eslováquia | Major-general         | Divisão Rápida Eslovaca                               | 7 de Agosto de 1942     | — |        |
| Isoroku Yamamoto                           | Japão      | Almirante da Armada   | Comandante em chefe da Marinha Imperial Japonesa      | 27 de Maio de 1943*     | Condecorado com Folhas de Carvalho em 27 de Maio de 1943 Condecorado com Espadas em 27 de Maio de 1943 |        |